# Prophantis
Prophantis  là một chi bướm đêm thuộc họ Crambidae.

## Các loài
- Prophantis adusta Inoue, 1986 (from New Guinea)
- Prophantis androstigmata (Hampson, 1918) (from Australia and New Guinea)
- Prophantis coenostolalis (Hampson, 1899) (from Sierra Leone)
- Prophantis longicornalis (Mabille, 1900) (from Madagascar)
- Prophantis octoguttalis (C. Felder, R. Felder & Rogenhofer, 1875) (from Indonesia)
- Prophantis smaragdina (Butler, 1875) (from South Africa)
- Prophantis triplagalis Warren, 1996 (from India)
- Prophantis xanthomeralis (Hampson, 1918) (from Malawi)